# ATA航空 (伊朗)

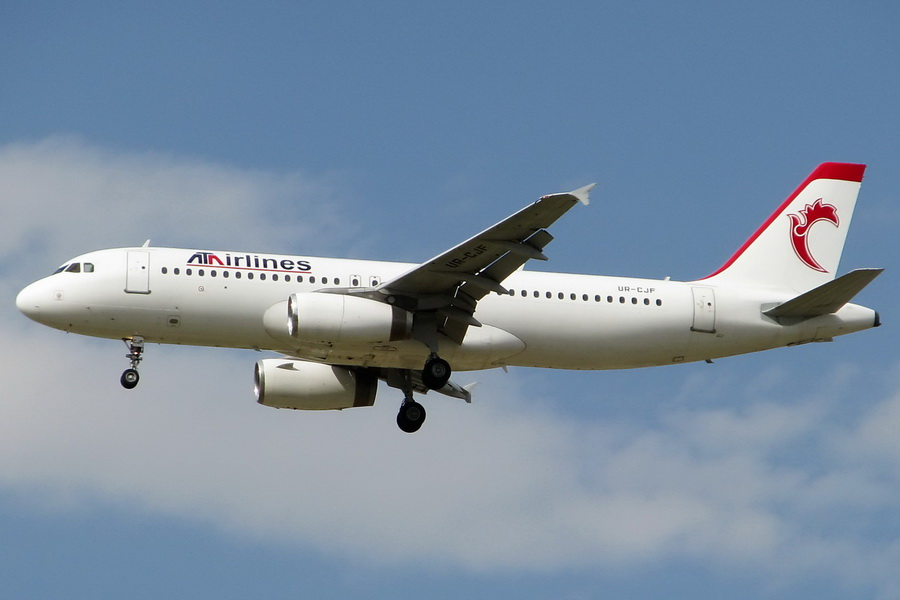
一架ATA航空空中客车A320-200降落在大不里士国际机场

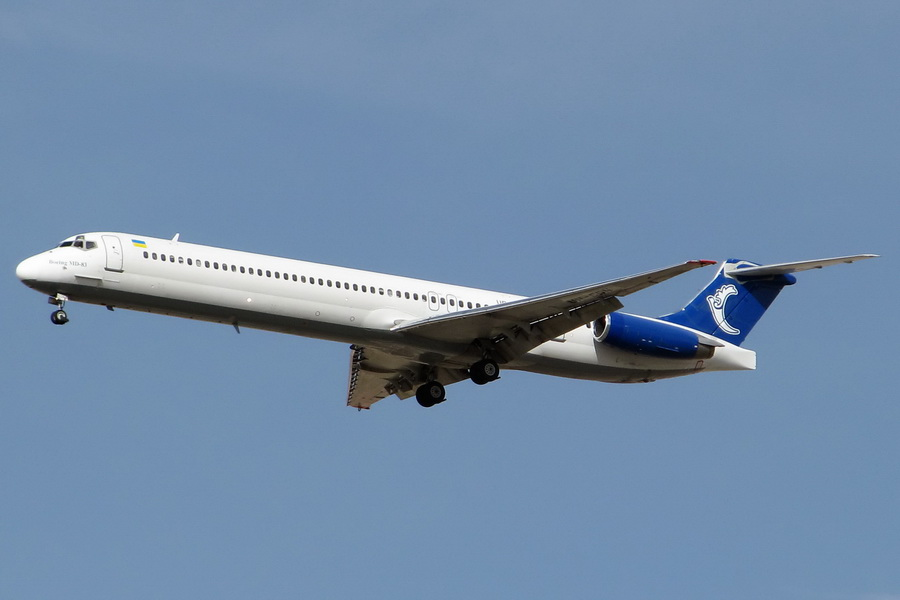
一架ATA航空麦克唐纳-道格拉斯MD-83降落在大不里士国际机场

ATA航空 （波斯語：هواپیمایی آتا，IATA代码：I3；ICAO代码：TBZ，呼号：ATALAR）是一家枢纽机场设在大不里士的大不里士国际机场的伊朗航空公司。ATA航空运营国内和去其他中东地区国家和欧洲的国际航班。

## 历史
ATA航空于2009年创立，2012年开始运营国内航线。现在ATA航空运营前往例如伊斯坦布尔和第比利斯的国际航班。

## 机队
截止至2019年8月，ATA航空运营以下类型的飞机：

## 目的地
巴林
- 巴林国际机场[2]

- 第比利斯 - 第比利斯国际机场
- 巴统 - 巴统国际机场[3]

 伊朗
- 阿瓦士 - 阿瓦士机场（英语：Ahwaz Airport）
- 阿尔达比勒 - 阿尔达比勒机场（英语：Ardabil Airport）
- 阿巴斯港 - 阿巴斯港國際機場
- 伊斯法罕 - 伊斯法罕国际机场（英语：Isfahan International Airport）
- 馬什哈德 - 沙希德·哈希米内贾德国际机场
- 設拉子 - 沙希德·阿亚图拉·达斯特盖卜国际机场
- 大不里士 - 大不里士国际机场（英语：Tabriz International Airport） 枢纽
- 德黑兰
  - 伊玛目霍梅尼国际机场
  - 梅赫拉巴德國際機場 枢纽
- 基什岛 - 基什国际机场（英语：Kish International Airport）
- 乌尔米耶 - 乌尔米耶机场
- 馬赫夏赫爾港 - 马赫夏赫尔机场（英语：Mahshahr Airport）

 伊拉克
- 巴格达 - 巴格達國際機場
- 納杰夫 - 纳杰夫国际机场（英语：Al Najaf International Airport）

 土耳其
- 伊斯坦堡 - 阿塔蒂尔克国际机场

 科威特
- 科威特市 - 科威特國際機場

 沙烏地阿拉伯
- 达曼 - 法赫德国王国际机场